# Dischi Ricordi
Ne doit pas être confondu avec Casa Ricordi.
Pour les articles homonymes, voir Ricordi.
Dischi Ricordi est un label discographique italien, anciennement basé à Milan, en Lombardie, actif entre le 1er octobre 1958 et 1994.

## Histoire
Dischi Ricordi avait son siège à Milan (2, Via Giovanni Berchet). En 1994 la société est achetée par BMG qui a acquis le catalogue tout en conservant le logo historique.
Au mois d'octobre 1958, le premier disque sorti est de Maria Callas et début novembre les premiers 45 tours de Giorgio Gaber.
Parmi les nombreux artistes édités figurent Gino Paoli, Luigi Tenco, Ornella Vanoni, Umberto Bindi, Sergio Endrigo, Enzo Jannacci, Quartetto Cetra, Emilio Pericoli, Bobby Solo, Lucio Battisti, Fabrizio De André, Donatello, Dik Dik, Equipe 84, Edoardo Bennato, Drupi, Banco del Mutuo Soccorso, Patty Pravo, Milva, Mia Martini, Franco Califano.
En 1994, année qui voit les artistes Aleandro Baldi et Giorgio Faletti, produits par le label se classer 1er et 2e au
Festival de Sanremo, Guido Rignano, dernier propriétaire, signe l'acte de vente du «Gruppo Ricordi», à la multinationale BMG.